# Thyia
Thyia (altgriechisch Θυία Thyía) ist eine Figur der griechischen Mythologie und namengebend für die Thyiaden (Θυιάδες Thyiádes, Plural von Thyia), attische und delphische Frauen im Kult des griechischen Gottes Dionysos.
Der Begriff Thyia wird auch synonym für Mänade und Bakche gebraucht. Im Unterschied zu diesen eher allgemeinen Bezeichnungen von Frauen im Gefolge des Dionysos bezeichnet Thyia eher das Mitglied eines Kultvereins, des Thiasos. Das bekannteste Fest der Thyiaden waren die trieterischen (d. h. alle zwei Jahre stattfindenden) Orgien auf dem Parnass.
Die namengebende (eponyme) Thyia war die Najade einer Quelle am Berg Parnass. Nach der einen Tradition war sie die Tochter von Kastalios und durch Apollon Mutter von Delphos, dem sagenhaften Gründer von Delphi. Nach einer anderen Tradition war sie die Tochter des Flussgottes Kephissos, der wiederum eng mit der Kastalischen Quelle verknüpft war. Ihr wird jedenfalls zugeschrieben, als erste dem Dionysos geopfert und Orgien zu seinen Ehren abgehalten zu haben. Ihr Schrein in Delphi war der Sammelplatz der Thyiaden.
Ihr Name leitet sich passenderweise vermutlich von θύειν thýein, deutsch ‚opfern‘, aber auch ‚schlachten‘, ‚rasen‘, her.